# Julie Miller
Pour les articles homonymes, voir Miller.
 (février 2023).
Julie Miller (née le 12 juillet 1956 à Waxahachie au Texas) est une chanteuse et une auteure-compositrice-interprète de musique country. Elle vit actuellement à Nashville dans le Tennessee. Julie Miller fut mariée à Buddy Miller durant 20 ans. Ils firent quelques duos ensemble bien qu’ayant chacun leur propre projet musical. 
Sa chanson la plus populaire se nomme All My Tears (Toutes mes larmes). Certaines parties de cette chanson sont interprétées par Emmylou Harris, la chanteuse norvégienne Ane Brun et par le chanteur de jazz Jimmy Scott. La chanson fut écrite après la mort de Mark Heard.
Sa carrière musicale débuta après que le chanteur Sam Phillips découvrit une de ses cassettes de démonstration qu’il transmit à des amis de la compagnie Myrrh Records. Miller signa un contrat et enregistra son premier album solo Meet Julie Miller pour ce label. 
Après l’attentat à la bombe d’Omagh en Irlande du Nord en 1998, la chanteuse locale Juliet Turner interpréta la chanson de Julie Miller Broken Things en mémoire des victimes de l’attentat.
Julie et Buddy Miller jouèrent avec Victoria Williams, Mark Olson et Jim Lauderdale lors d’une tournée européenne dans les années 1990 nommée The Rolling Creek Dippers.
Les Dixie Chicks, Linda Ronstadt, Ann Savoy, Lee Ann Womack, Emmylou Harris, Jars of Clay, Selah, Brooks & Dunn et Ilse DeLange ont interprété leurs chansons.

## Discographie
- Street Light (1983)
- Meet Julie Miller (1990)
- He Walks Through Walls (1991)
- Orphans and Angels (1993)
- Invisible Girl (1994)
- Strong Hand of Love, Hommage à Mark Heard, 1994
- Orphans of God, Hommage à Mark Heard, 1994
- When Life Hurts - (compilation 1990-1994)) (1996)
- Blue Pony (1997)
- Broken Things (1999)
- Buddy & Julie Miller (2001)
- Love Snuck Up (Compilation de duos avec Buddy) (2004)